# NAMCO x CAPCOM
『NAMCO x CAPCOM』（ナムコ クロス カプコン）は、カプコンの許諾を受けて、モノリスソフトが開発し、ナムコが製造、2005年5月26日に発売したPlayStation 2用のシミュレーションRPGである。通称「ナムカプ」。

## 概要
ナムコとカプコンの新旧キャラクター200以上が登場する両社のクロスオーバー作品。本作のディレクターである森住惣一郎は、かつてバンプレストでスーパーロボット大戦シリーズのシナリオに関わっており、ゲームオリジナルの主人公を立てつつ著名な既存作品からのゲストが大きな位置を占める点が同シリーズと共通する要素になっている。一方で、登場ユニットが等身大の人間キャラクターであることと、アクション性を伴った戦闘システムで差別化されている。
当初はオリジナルキャラクターを使用したシミュレーションRPGの企画であり、ナムコ50周年に向けたお祭り要素としてゲストキャラクターに『ワルキューレの伝説』のワルキューレや『ゼノサーガ エピソードI［力への意志］』のKOS-MOSといった新旧様々なナムコキャラクターを登場させる予定だったが、よりインパクトのある内容にするために他社のキャラクターも登場させる案が出され、人気キャラクターを多数擁するカプコンとのコラボレーション企画に決まった。
初回購入特典は、ゲーム中に登場するキャラクターたちのオリジナルタイトルの楽曲など15曲が収録された「スペシャルサントラCD」。
この作品の後にモノリスソフトが開発を担当した『無限のフロンティア スーパーロボット大戦OGサーガ』『無限のフロンティアEXCEED スーパーロボット大戦OGサーガ』には、本作の主人公である零児と小牟、KOS-MOSなどが登場している。

## ゲームシステム
ユニット
単独（ソロユニット）か2人ペア（ペアユニット）の2種類がある。一部のユニットは、イベントによりソロユニットからペアユニットに変化する。システム上の差は特にないが、ソロユニットからペアユニットに変化することでステータスや使用できる技の内容や性能が変化する。
ペアユニットの場合、攻撃時の初手と防御時の被ダメージの担当が決められている。
行動
行動はAP（アクティブポイント）を消費して行う。消費したAPはステージフェイズの経過にともなって上昇し、10に達するごとに行動可能になる。
数値上APは10が上限で、同時に複数のユニットがAP10に到達した場合、速度の高いユニットから行動を開始する。
攻撃戦闘（BA攻撃）
BAはブランチアサルトの略称。攻撃範囲に敵がおり、敵を選択すると戦闘開始。戦闘方法はコマンド式だが、格闘ゲームの様な複雑なものではなく、方向キーを押しながら各種ボタンを押す方式。攻撃するごとに溜まる必殺値が100に達すると、それを全て消費して必殺技を使用できる。
空中に浮かせた敵に続けてヒットさせると「AERIAL HIT」表示がされ、ヒット数とユニットごとに設定されたタイプにより与えるダメージや気絶値、獲得アイテム等にボーナスを得る。また、すべての通常技で攻撃すると攻撃エクストラが発生し、HPかMPのどちらかが回復する。
MA攻撃
マルチプルアサルト（複数攻撃）の略称。『スーパーロボット大戦』の「MAP兵器」や「合体攻撃」「全体攻撃」に相当するもので、一人または複数のユニットがMP50を消費することで敵1体から3体に同時攻撃できる。下節「MA攻撃一覧」も参照。
防御戦闘
敵に攻撃される時はノーガード、AP消費しダメージを半減する通常防御、必殺値とAPを消費しダメージをわずかにする攻撃回避いずれかを選択し、ノーガードか通常防御なら戦闘開始。表示される十字キーの方向をタイミングよく押すことで、成功率により防御エクストラが発生しAPが上昇する。
ユニットによっては必殺値とAPを消費してカウンタースキルを選択でき、反撃をすることができる。また、隣接するユニットが「かばう」能力を持っていれば代わりに防御させることができる。また、カウンタースキルは原作の技やテクニックが採用されている。
スキル
ユニットが持つ能力を表現したもの。コマンドタイプとオートタイプに大別される。コマンドタイプのものは使用する際MPを消費。オートタイプのものは常に、あるいは特定の条件を満たすことで自動的に発揮される。
BGM
味方キャラクターの行動の際、それぞれの元のゲームで使用されていたBGMがハード音源に合わせたアレンジの上で流れるようになっているが、『ストライダー飛竜』や『魔界村』などのように原作が古くPSG音源やFM音源でBGMが作成されていた場合、大幅なアレンジが施されている。また、行動時ではなくイベントシーンのみに原作BGMが流れるキャラクターもいる。

## ストーリー
10年前、渋谷にて起きた2つの組織の戦い。「ゆらぎ」と呼ばれる空間の歪みを起こして異世界を繋ごうとした「逢魔」と、それを阻止しようとした政府の特務機関「森羅」の戦いは、「森羅」が「ゆらぎ」の出現を阻止したことによって幕を閉じた。
しかしそれから10年、「ゆらぎ」は今ひとたび世界を蝕んでいた。交わるはずのない異世界が連結し、そして過去に撃破、封印されたはずの悪役たちが次々と復活する。
「森羅」のエージェントである有栖零児と小牟は、「ゆらぎ」の真相を追っていくうちに、様々な異世界を冒険し、そこでかつての巨悪を倒した英雄たちや様々な強者たちと出会い結束し、事件の裏側に潜む陰謀と対峙する。

## 世界観
本作の舞台は、5つの異世界より形成されており、参戦作品の世界観はすべていずれかの世界に属している。本来は交わることのないこれらの世界に「ゆらぎ」によって人物や場所が別の世界や時代へと飛ばされるという混乱が起きる。
同じ世界に属する作品に関しては世界観およびゲーム内での出来事が同一世界上でのこと（ハイパーリンク）として扱われており、ある作品の人物やキーワードを、同じ世界に属する人物や、原作の世界観的に繋がりがある世界に属する他作品の人物も知っている。
物質界
現実の地球に近い世界観の「20XX年」と、それよりはるかに文明が進んだ世界である「超未来」に分かれる。
20XX年
現実の21世紀初頭に近い世界で、渋谷や六本木などが存在する。
本作のオリジナル主人公たちや、『超絶倫人ベラボーマン』『鉄拳シリーズ』『ワンダーモモ』『ガンサバイバー4』『ストリートファイターシリーズ』『ディノクライシス』『ファイナルファイトシリーズ』『燃えろ!ジャスティス学園』が属する。
超未来
20XX年よりはるかに文明が進み、人々が宇宙各地に居住するようになった時代。実際に戦闘の舞台になることはなく、登場人物は全員20XX年、あるいは同時代の異世界に転移して戦いを繰り広げることになる。
『ゼノサーガシリーズ』『ディグダグ』『バーニングフォース』『バラデューク』『キャプテンコマンドー』『ストライダー飛竜』『ロストワールド』『ロックマンDASHシリーズ』が属する。

幻想界
人間の他にさまざまな亜人が生活している、剣と魔法のファンタジー世界。
神々の世界である神界と深い関わりを持つ世界であり、ここに属するキャラクターたちの中には各々の主となる神を通じて他の世界の存在を認知している者が多い。
『クロノアヒーローズ』『テイルズ オブ デスティニーシリーズ』『ドルアーガの塔 / イシターの復活』『ワルキューレの冒険 / 伝説』が属する。
魍魎界
戦国時代前後の日本と似た世界。作中では実際に過去の物質界である可能性も示唆されているが、詳細は不明。
『源平討魔伝』『ソウルキャリバー』が属する。
魔界
魔物や妖怪が住む世界。統治者は『妖怪道中記』の閻魔大王。
『妖怪道中記』『ヴァンパイアシリーズ』『魔界村シリーズ』が属する。
神界
神々の住む世界。女神イシターやワルキューレはこの世界の住人。
『ドルアーガの塔』のイシター神殿や『クロノアシリーズ』の天空寺院が存在する。

## 登場キャラクター
名前の後に*があるのは敵キャラクター、#があるのは戦闘に参加しないイベント専用のキャラクター。最初に敵として登場し、途中で仲間になるキャラクターは印をつけていない。

### オリジナルキャラクター

#### 主人公
有栖 零児（ありす れいじ）
声 - 井上和彦
本作の主人公。日本政府の特務機関「森羅」のエージェント。年齢は24歳。「護業抜刀法」の使い手で、二本の刀「火燐（かりん）」「地禮（ちらい）」とショットガン「柊樹（ハリウッド）」を設置した「護業（ごぎょう）」と、金色の拳銃「金（ゴールド）」を用いて怪異と戦う。冷静沈着で寡黙な性格であり、相棒である小牟の冗談めいた発言に呆れながらも、それにあわせた的確な突っ込みを入れる。「そいつは重畳」が口癖。父の正護（しょうご）も森羅の一員だった。整理整頓はあまり得意ではなく、本人にしてみれば「あれはあれで整理されている」とのこと。
渋谷での異変解決に出動するが、そこで次元を越えてきた存在に遭遇しいくつもの世界を渡り歩くことになる。
10年前は組織の養成所で教育を受けており、当時勃発した逢魔との戦いで父・正護を亡くしている。額の傷はその際に沙夜の「鎬」によってつけられたもので、沙夜が近くにいると傷が疼き始める。
作中では一度だけたばこを吸う場面がある。
身長は設定されていないが、ディレクターの森住によると180cm強でプロレスラーのイメージだという。
小牟（シャオムゥ）
声 - 南央美
零児のパートナー。一見人間だが正体は仙狐と呼ばれる中国の狐の妖怪。10年前、新人だった零児に戦術のいろはを叩き込み一人前のエージェントに育て上げた先輩である。仕込み錫杖「水燐（すいれん）」と拳銃「銀（シルバー）」、そして数々の術で零児をサポートする。
765歳と高齢だが、仙狐は1000歳から成体として扱われるため、仙狐として見ればまだ若者。漫画やゲーム、インターネットなどのサブカルチャーが趣味で、大のプロレスファン。よほどの危機的状況下でない限りは、いついかなる時も軽いノリを崩さないひょうきんな性格で、コミックやゲーム作品、プロレスラーの台詞などを引用したマニアックなパロディ発言を連発する。かつては零児の父である正護と組んでいた。油揚げが好物。
身長は設定されていないが、森住によると小柄なイメージで140cmほど、『無限のフロンティア』以降は10cmアップして150cm強だという。『無限のフロンティア』公式サイトのキャラクター紹介の解説では、外見年齢は14〜15歳ほどとされている。
森住によると「美少女」「チャイナ服」「ポニーテール」はヒロインに不可欠な要素であり、基本デザインはすぐに決まったが初期案では銀髪の人間の予定だった。古くから日本に存在する組織の構成員がチャイナ服を着ているという理由付けとして、陰陽道と言えば安倍晴明、安倍晴明と言えば「母親は狐の妖怪（霊狐）という伝説」、狐の妖怪と言えば中国の妖怪「九尾の狐」ということで「数百歳の狐の妖怪」という設定となり、髪の色が金髪になり狐の耳が追加され、ポニーテール部分を尻尾に見立てて毛先が黒いデザインとなった。
名前の由来は森住が上海観光で会った「牟（むー）」という名前のキャバクラ嬢と、中国で親しみを込めて名前の頭につける「小（シャオ）」。モチーフは童話の『ごんぎつね』。

#### 逢魔（敵側）
沙夜（さや）*
声 - 折笠愛
「森羅」と敵対し、世界に混沌を招くことを目的とする組織「逢魔」の構成員。外見は成熟した大人の女性だが、正体は歳を経た妖狐。同じ狐の妖怪である小牟が中国生まれなのに対し、彼女は日本生まれである。「后暁（ごぎょう）」と呼ばれる5種類の武器を用いる。
十年前の事件の時も計画の実行役として活動しており、正護や小牟、そして当時新人だった零児と交戦。正護を死に追いやり、零児の額に傷痕をつけるも敗れ、力の回復に努めていた。自分を父の仇と狙う現在の零児に対して「いい男になった」と述べるなど人を食ったような言動で、小牟のようにどこからか引用してきた台詞を使うこともある。
キャラクターコンセプトは「主人公のライバル組織に所属する女幹部」であり、武器は零児の「護業」を、キャラクターの特徴は小牟の「狐の妖怪」を取り入れる形となっている。「森羅」とライバル組織である「逢魔」はどちらも陰陽道がベースになっており、零児の武器「護業」と沙夜の武器「后暁」も同系統のものになっている。
当初は残忍でイヤミなキャラクターの予定だったが、小牟との絡みや折笠の演技による影響で「人のいいお姉さん」としてキャラクターが確定した。
九十九（きゅうじゅうきゅう）*
声 - 折笠愛
本作のラストボス。九十九（つくも）計画によって創り出された巨大戦闘兵器。正確には数多の付喪神が取り憑いたパーツから構成された神の集合体のような存在。10年前、零児の父である正護（しょうご）が命を掛けて次元の狭間に封じ込めたが、沙夜を生贄として復活する。腹部には沙夜が取り込まれており、声は沙夜と同じ。強引に次元の壁を越えたために下半身を失っているが、それでも強大な力を持つ。
片那（かたな）*
声 - 水谷優子
複数存在する沙夜の分身。全身黒い服で固めた沙夜とは対照的に白い服をまとっている。感情を持たず、戦場では沙夜の命令に従うのみの存在で、日本刀を用いて戦う。
実は九十九計画の計画の遂行のために作られた沙夜のクローンで、九十九の復活に必要な異界の力を取り込むための器として作られた存在。
毒牛頭（どくごず）*
沙夜に付き従う、牛の頭を持つ鬼。体力と攻撃力に優れ、攻撃に毒属性を持つ。
毒馬頭（どくめず）*
毒牛頭と同じく沙夜に従う、馬の頭を持つ鬼。伝承上の牛頭馬頭のように、常に毒牛頭とセットで登場する。
鎌鼬（かまいたち）*
世界各地に出現する、両手が鎌になった妖怪。蒼（そう）、橙（とう）、紅（こう）の3種類がいて、色によって鎌の大きさが違い、性能や得意とする戦闘距離が異なる。
天狗（てんぐ）*
沙夜に付き従うカラス天狗。悪天狗（あくてんぐ）と上位種の業天狗（ごうてんぐ）の2種類がいる。

### ナムコ側のキャラクター

#### クロノアヒーローズ
本作に登場するクロノアシリーズのキャラクターたちは、ゲームボーイアドバンス版『クロノアヒーローズ』の世界観と設定を下敷きにしている（風のクロノア#世界観も参照）。また、ボイスも初期作品のような独自言語ではなく、普通の日本語で喋る。作中に登場するステージは『風のクロノア2 〜世界が望んだ忘れもの〜』をベースとしている。
クロノア
声 - 渡辺久美子
風の村ブリーガルに住む、長い耳とパックマンマークの青い帽子が特徴の少年。風を操る力を持つ。他にもブーメランやハンマー、ウインドソードなど多くの武器を使う。性格は元気でやや楽天的。ヒーローに憧れている。
ガンツ
声 - 櫻井孝宏
「金色の死神」の異名を持つ美形の賞金稼ぎ。父を騙して殺したジャンガをクロノアと共に追っている。愛用のエアバイク「レッドクラン」を駆り、父の形見の二挺拳銃を始め様々な銃火器を操る。皮肉屋で自信家。今作ではクロノアとペアを組んでいる。
原作には「女が苦手」という設定があったが、本作品の女性とは普通に接している。同じバイク乗りということで、天現寺ひろみとは連携攻撃が行え、彼女にバイクを交換しないかと持ち掛けている。
ジョーカー*
声 - 古川登志夫
正体不明の道化師。とぼけた風貌の裏に狡猾な知恵を、ふざけた言動の裏に高い力を潜ませる実力者。本作ではドルアーガの元で動いているが、重要な情報をアスタロトに漏らすなど、行動原理はあくまでも自分本位。
ジャンガ*
声 - 檜山修之
かつてガンツの父バッツと組み、最高のコンビと言われていた賞金稼ぎ。しかし実際はバッツを利用していただけで、最後には彼を裏切り殺害している。命乞いをするふりをして相手の隙をうかがうなど性格は卑劣で、相手をなぶることを愉しむ残酷さも併せ持つ。両手に装着した毒の爪と素早い動きが武器。本作ではドルアーガに雇われ、彼の復活のために暗躍。ジョーカーとは共に行動している場面が多い。「毒の爪のジャンガ」のあだ名がある。
第6話では同じ猫種族のフェリシアと対面し口説くシーンがある。
ムゥ*
声 - 木川絵里子
幻獣の一種で、通常の個体のほか、巨体のジャイアントムゥ、盾を持つたてムゥ、巨体で盾を持ったジャイアントたてムゥ、金と銀の鎧をかぶったよろいムゥ・きん、よろいムゥ・ぎんがおり、性質が違う。
グリッヅ*
ムゥ同様に幻獣の一種。銃で攻撃してくる通常の個体と、ミサイルのような武器を使うグリッヅファランクスがいる。
ロロ#
天空寺院で巫女見習いをする少女でクロノアの幼なじみ。少しそそっかしいが素直で頑張り屋。
大巫女（おおみこ）#
幾つもの世界との通路となりうる天空寺院の管理を任されている巫女。高い魔力と強い責任感を持つ。互いの立場を理解した上で平八に交換条件で頼みごとを承知させるなど、したたかでもある。ジョーカーにその身を狙われている。

#### 源平討魔伝
平景清（たいらのかげきよ）
声 - 置鮎龍太郎
源氏一門を滅ぼすために地獄より蘇った平家の武士。今作では案内人として付けられたたろすけとペアを組む。ストーリーが進むごとに「三種の神器」を入手して強化されていく。
源頼朝（みなもとのよりとも）*
声 - 大塚明夫
かつて魔族に魂を売り渡して平家を滅ぼした、源氏の総大将。一度は景清に倒されたが、死してなお景清への怨みは消えておらず、世界の混乱に乗じて部下を引き連れ黄泉の国から舞い戻る。
源義経（みなものとよしつね）*
声 - 千葉一伸
兄・頼朝と同じく魔の者と化した若武者。
基本的な設定は『源平討魔伝』と変わらないが、笑い方が「ひゃっはっは」から「ひょひょひょ」に変わった。行動ターンになると「殺して進ぜよう」といった原作の台詞を口にする。
武蔵坊弁慶（むさしぼうべんけい）*
声 - 郷里大輔
源氏一門にて源義経に仕える荒法師。恐るべき怪力の持ち主で、巨大な鉄棒を振るって戦う。
木曽義仲（きそのよしなか）*
声 - 野中秀哲
『源平討魔伝 巻ノ弐』からの登場。木曽の山中で育った源氏の武将。源氏の尖兵として戦う。
骸骨*
刀を持った骸骨で、かつて地獄にて平景清と戦った。
琵琶法師（びわほうし）*
声 - 渡辺英雄
各地で琵琶による弾き語りを行う奇妙な法師。原作での行動パターンを反映し、毒属性の攻撃を持つ。
風神（ふうじん）*
声 - 望月健一
風を司る神で、かつて因幡の国で平景清と戦った。
雷神（らいじん）*
声 - 望月健一
雷を司る神で、かつて讃岐の国で平景清と戦った。
鬼姫（おにひめ）*
声 - 木川絵里子
十二単に身を包んだ鬼の姫。
安駄婆（あんだば）#
声 - 木川絵里子
源氏の台頭に伴い亡者となった平景清を蘇らせた三途の川の渡し守。源氏の復活に伴い再び景清を現世に呼び戻した。閻魔大王とは旧知の仲にある。零児たちを迎えた際、一度だけ店を開く。

#### ゼノサーガシリーズ
シオン・ウヅキ
声 - 前田愛
ヴェクター・インダストリー所属の女性社員で、KOS-MOS開発計画の主幹技師。今作ではM.O.M.O.とのペアユニットとなっている。
KOS-MOSの身体にエンセフェロン・ダイブを試みた所、何かの拍子で次元転移に巻き込まれ、未来の時間軸から20XX年の現代に飛ばされてしまう。
零児たちが最初に出会う異次元の住人であり、困惑しながらも共同で敵に立ち向かう。
メカニックとしての本能がうずくようで、コブンやわや姫など敵味方問わずメカを見ると分析を始めることがある。
KOS-MOS（コスモス）
声 - 鈴木麻里子
対グノーシス用に開発された戦闘用アンドロイドで、正式名称は「対グノーシス専用ヒト型掃討兵器KP-X」。擬似人格OSが搭載されている。
アンドロイドだけあって口調も器械的で人間味があまりないが、ヒルベルトエフェクトや高度なセンサー機能での索敵や女性的なボディに秘めた強力な戦闘力で一行をサポートする。
本作での姿はバージョン1だが、バージョン2の技も使用する。
M.O.M.O.（モモ）
声 - 宍戸留美
ヨアキム・ミズラヒの手によって造られた人造人間、百式レアリエン。本作ではシオンとペアを組む。希少なレアリエンということでシルフィーに目を付けられており、彼女から服をもらったりしている。
アレン・リッジリー#
ヴェクター・インダストリーの社員で、KOS-MOS開発計画の副主任。本作の超未来の登場人物のうち、唯一次元転移に巻き込まれなかった。
グノーシス*
人類を襲い敵対する謎の存在。ゴブリン、ゴーレム、グレムリン、フェアリー、スヴァロギッチ、ペルーン、ストリボーグなどの種類がいる。

#### ソウルキャリバーシリーズ
キャラクターの外見などは『ソウルキャリバー2』が基になっている。
御剣平四郎（みつるぎ へいしろう）
声 - 森川智之
邪剣「ソウルエッジ」を追い求める剛剣の使い手。同じ剣を追っているタキとは反目しあっているが、今作では休戦している。かつて種子島（火縄銃）と勝負し敗れたという経験ゆえ、銃火器をもった敵には目ざとい。
タキ
声 - 瀧本富士子
封魔の里のくノ一で、邪剣「ソウルエッジ」を破壊する密命を帯び行動している。今作では物語の中盤から、同じ夢想抜刀流の使い手であるわや姫とペアを組むことになる。
シャレード*
破壊された「ソウルエッジ」の破片が人の姿を形作ったもの。邪剣の化身とも言える存在で、高い戦闘力を持つ。
邪剣ソウルエッジ#
かつては普通の剣だったが多くの戦いを経て人々の邪念を受けて呪いの武器となった邪剣。ソウルシリーズでは一部の破片などを使って二振りの剣として作成されて登場していたこともあった。強大な力を持っており、本作に登場するソウルエッジは「全てを断ち切る剣」として登場し、次元を移動する力を持っている。

#### 超絶倫人ベラボーマン
ベラボーマン
声 - 稲田徹
α遊星人から授かった超変身物質の力によって変身能力を獲得し、伸縮自在の手足を駆使して1年前に発生した新田四丁目事件を解決したスーパーヒーロー。その正体は保険会社勤務のサラリーマン中村等。復活した悪魔の影を感じ取り、その生贄として狙われている神田桃のもとに駆け付けて超変身物質を授け、共にペアを組んで戦う。
性格は温和だが、サラリーマンの気構えとヒーローの誇りを併せ持つ。妻帯者であり、妻と息子、娘の4人家族である。また、原作では手足のみならず首まで伸びるが、攻撃手段としては再現されていない。
わや姫
声 - 鈴木麻里子
爆田博士に造られた女忍者型戦闘用アンドロイド。序盤は敵として登場するが、後に命を救われたことで仲間となる。本作ではタキの流派である夢想抜刀流をプログラムされており、仲間に加わってからはタキとペアユニットとなる。また、敵として彼女のレプリカが登場する。
その頭脳プログラムは本物の人間とほぼ変わらない思考や感情の表現を実現しており、未だ円滑なコミュニケーションには遠いKOS-MOSとの差を見せつけられたシオンを落胆させたほど。
本作ではアンドロイドだが、原作ではサイボーグである。
ブラックベラボー*
声 - 関智一
ベラボーマンに酷似した黒いスーツに身をまとった、ベラボーマンの永遠の宿敵。正体はライバル会社「ミロ保険」のサラリーマンである妙島。一年前の事件では爆田軍団の一員としてベラボーマンと戦い敗れている。ベラボーマンに勝つことに執念を燃やし、行く先々で出会う様々な組織と関わりあいながら戦いを挑み続けてくる。
ベンジャミン大久保彦左衛門*
声 - 渡辺英雄
爆田博士によって製造されたヘビメタ忍者型アンドロイド。怪しい日本語を連呼しながら手裏剣を投げつけてくる。
ピストル大名*
爆田博士製造のアンドロイドで、頭のマゲが巨大なピストルになっている。
爆田博士（ばくだはかせ）#
アンドロイド軍団による世界征服を狙う悪のマッドサイエンティスト。世界征服の手始めとして新田4丁目に侵攻した末、立ちはだかるベラボーマンの前に敗れた。その後、その能力を見込んだ三島平八に拾われ、その下でロボットを製造している。

#### ディグダグ
ホリ・タイゾウ
声 - 古川登志夫
空気ポンプを内蔵した巨大な杭打ち機を武器とする冒険家で、マスヨの知り合いの青年。
本作では宇宙辺境警備隊によるバラデューク奇襲作戦の際、特殊工作部隊の一員としてマスヨたちをサポートしていたことになっている。その後、作戦の過程で多くの仲間が命を落とした経験から軍役に嫌気がさして退役し、ディグアウターとして活動していた。ロックたちと行動を共にしている最中に事件に巻き込まれマスヨと再会、以後行動を共にする。
名前およびマスヨとの関係についてはミスタードリラーシリーズから採用されているが、本作では結婚前の時系列となっている。
本作での年齢は29歳。
プーカァ*
水中眼鏡をかけた球形のモンスター。「目変化」という技が使える。
本作では地下要塞バラデューク周辺に生息する突然変異体とされている。別種であるメイジプーカァとダークプーカァの初出は『ミスタードリラーエース』。

#### テイルズ オブ デスティニー
スタン・エルロン
声 - 関智一
ソーディアン・ディムロスのマスター。リオンを死なせてしまったことを後悔しており、何としてもリオンを助けたいと思っている。
彼の剣「ソーディアン・ディムロス」は炎の力で持ち主の剣技の威力を倍増させることができる。本作でもソーディアンの声がマスターにしか聞こえないという設定が健在で、スタンたちがソーディアンとしゃべっているのを他のキャラクターが不思議がる場面もある。
ルーティ・カトレット
声 - 今井由香
スタンとペアを組む女レンズハンターで、お金や儲け話に目がない。ナースなどの強力なサポートスキルを操る。スタンとの夫婦漫才のような関係は本作でも健在。
リオン・マグナス#
天才的なまでの剣の腕を誇る王国の客員剣士。ソーディアン・シャルティエのマスター。
物語冒頭においてスタンとの一騎討ちに敗れて死亡したと思われていたが、ブラックワルキューレの力によって「ジューダス」として蘇ることとなる。
ディムロス#
ソーディアンと呼ばれる意思を持つ剣。スタンをマスターとしている。
アトワイト#
ルーティをマスターとしているソーディアン。
シャルティエ#
リオンをマスターとしているソーディアン。ジューダスが魔人闇を使う際のみ、剣をシャルティエに持ち替えている。
イーブルソード*
バトラー*
ともに同作品に登場の敵キャラクター。

#### テイルズ オブ デスティニー2
ジューダス
声 - 緑川光
魔物の頭蓋骨で作られた仮面をかぶった謎の剣士。その正体はリオン・マグナスで、本作ではブラックワルキューレの力で生き返っている。姿はジューダスだが、「虎牙破斬」「魔人闇」などのリオンの技も使う。ブラックワルキューレの呪力で縛られ、スタンたちの前に敵として立ちふさがる。実はブラックワルキューレに奪われた神の目の奪還という目的を持っておりその達成のために呪縛が解けた後も彼女に従っていたが、神の目が既にブラックワルキューレの手から離れていたことを知ったのを機に味方に加わる。
インクイジター*
コープスリバイバー*
ともに同作品に登場の敵キャラクター。

#### 鉄拳シリーズ
風間仁（かざま じん）
声 - 千葉一伸
三島一八と風間準の間に生まれた運命の子。母の仇を討ちたい一心で平八の元で修行を積み、闘神オーガを倒すがその後平八の裏切りを受け、以降三島を恨むようになる。その後『鉄拳4』で平八を倒したが、復讐をやめることとなる。
必殺技の「真空八連撃」は、元はコマンドリストに載っていない隠し技。
何度か「デビル因子」に関わる演出があるが、本作中では自力で押さえ込み、人間のまま戦い抜いている。
三島平八（みしま へいはち）
声 - 郷里大輔
三島財閥の総帥で、三島流喧嘩空手の使い手。三島一八の父親で、仁は孫にあたる。本作では味方として行動するが、仁とは対立することが多い。
傲岸不遜な物言いと悪事にも平然と手を染めるほどの野望の深さは本作でも健在であり、デビル因子やTウイルスの入手を狙ったり、爆田博士を匿って戦闘用ロボットの開発を行わせたりなどの悪事も行っている。
デビルカズヤ*
声 - 篠原まさのり
三島一八の体内に宿る「デビル因子」が具現化した姿。今作ではジョーカーたちに捕らえられ、魔界に連れてこられたのをきっかけに覚醒する。背中の翼で空中を飛行したり、ビームを発射できるほか、三島流喧嘩空手も使いこなす。
三島一八本人の姿は一切見せることはないが、デビルの人格と一八の人格が同居している状態であり、時折一八の意思が表に出かけている様子を見せている。
一八自身は三島家の冷血御曹司として上流社会では有名らしく、神月かりんは「父が痛い目を見せられた」と言っている。
キング
豹のマスクのレスラー・キングの2代目。ボディガード役としてイベントで来日したフェリシアに付き添ってきたところ事件に巻き込まれた。そのまま彼女とペアを組んで戦うため、唯一ナムコとカプコンのキャラクターが組んだユニットとなる。初代キングや師であるアーマーキングを今でも尊敬している。
豹のマスクを被っていることから、敵や味方にしばしば動物、獣人扱いされ、その度「これはマスクだ」「私はフサフサしていない」などと反論している。セリフはあるがボイスはなく、必殺技などを除いて戦闘時のカットイン演出はフェリシアのみとなっている。
アーマーキング
キングの師匠。悪の華の異名で呼ばれた一流のヒールレスラー。既に故人となっていたが、今作ではブラックワルキューレの力で蘇っている。呪縛によって彼女の意思には逆らえないが、のちに味方となる。カットインは必殺技、戦闘前と後とあるが、戦闘中は行動時を含めてキング同様いっさい喋らない。
オーガ*
「闘神」と呼ばれる緑色の巨人。本作ではすでに三島平八によって倒されているが、シャドルーの技術によって複製されたものが登場。
プロトタイプ・ジャック*
本作では三島重工製のロボットとなっており、複数体登場する。姿は『鉄拳2』以降のものとなっている。
木人（もくじん）*
本作ではシナリオ準備画面のトレーニングでダミーとして登場する。シナリオ中には登場しない。

#### ドルアーガの塔 / イシターの復活
ギルガメス
声 - 石田彰
かつて祖国バビリム王国を脅かした悪魔ドルアーガを打ち倒し、女神イシターの巫女カイを助け出して国を救った王国の王子にして「黄金の騎士」。その名は魔界にまで知られている。現役を退いていたが、ドルアーガの復活を知り、カイと共に再び戦いに身を投じる。クロムの魔剣（初出はゲームブック『ドルアーガの塔』）を振るっての剣戟を得意とするほか、黒竜の牙やイラニスタンの油などのアイテムも使いこなす。
カイ
声 - 田中理恵
女神イシターに仕える巫女。ギルガメスの恋人かつ許嫁でもあり、彼とは深い愛情で結ばれている。炎の魔法や回復の魔法をはじめ様々な魔法を操り、ギルガメスを援護する。誰にでも礼儀正しく生真面目な性格。
ドルアーガ*
声 - 立木文彦
かつてギルガメスに倒された魔王。時の狭間が開放されたことにより再び蘇る。原作同様、出現前にはハイパーナイト、ウィザード、クォックスの姿で現れる。
ソウル・オブ・ドルアーガ*
声 - 立木文彦
復讐の念により、ギルガメスの姿となって蘇ったドルアーガ。ボイスがあるのは初登場イベント時の1回のみで、それ以降では全く声を発さない。
初出はPS版『イシターの復活』（ナムコミュージアムVol.4）。
イシター#
愛と戦を司る神界の女神。かつてドルアーガの塔に挑んだカイやギルガメスを見守り助言を与えた。今作ではワルキューレの主でもある。
スライム（グリーン、ブラック、ブルー、レッド、ダークグリーン、ダークイエロー）*
ナイト（ブルー、ブラック、ミラー、リザードマン、ハイパー、レッド、アキンド）*
マジシャン（メイジ、ソーサラー、ドルイド、ウィザード）*
ゴースト（メイジ、ドルイド、ウィザード）*
ローパー（グリーン、レッド、ブルー）*
いずれもドルアーガの部下であるモンスター。
クォックス*
本来は「聖龍」と呼ばれる心正しきドラゴンだったが、ドルアーガの呪いによって操られギルガメスと戦った。本作でも同様にドルアーガの呪いにより敵として襲い掛かってくる。
シルバードラゴン*
ブラックドラゴン*
ともにドルアーガによって生み出されたクォックスの邪悪なる分身。

#### バーニングフォース
天現寺ひろみ（てんげんじ ひろみ）
声 - 横山智佐
「U.G.S.F」（銀河連邦宇宙軍）所属の空間騎兵。地球大学宇宙学部トップスペース専科卒業生で、卒業後すぐにU.G.S.Fに配属された。軍から支給された高性能エアバイク、SIGN DUCK（サインダック）を駆る。
空賊ボーン一家の長女トロン・ボーン追跡任務中に訪れた辺境宙域の古代遺跡の地下で次元転移に巻き込まれ、同行していた先輩のマスヨや居合わせたトロンもろとも魍魎界へと吹き飛ばされてしまう。輪廻界の血の池で立ち往生していた際に零児一行と遭遇し、そのまま仲間に加わることになる。
物腰は穏やかで明るい性格。優等生な理論タイプで、経験豊富な行動型のマスヨとは能力、性格ともに相性がいいが、彼女が時折見せる過激な面にはややついていけない様子。
原作で自機が破壊された際のアクションが、攻撃回避技「回転ジャンプ」として再現されている。

#### バラデューク
トビ・マスヨ
声 - 水谷優子
かつて史上最悪の作戦といわれたパラデューク奇襲作戦を成し遂げ、オクティ族の魔の手からパケット族を救い出した元宇宙辺境警備隊員。本作では空間騎兵として「U.G.S.F」（銀河連邦宇宙軍）に所属している。
トロン・ボーン追跡任務中に後輩のひろみと共に次元転移に巻き込まれ、零児一行との邂逅を経て共に戦うことになる。
名前はホリ・タイゾウと同じくミスタードリラーシリーズからだが、この時点ではまだ彼と結婚していない。
面倒見よく常識的な性格だが、「警告するより撃つ方が早い」と発言するなど、敵に対しては容赦なく過激な一面も持つ。
今作では先輩として天現寺ひろみとペアを組んでいる。
オクティ（ギリィ、ドロッピング、チューイング、シェル、ブルースナイパー、バガン）*
ブルー・ウォーム#
ともに、地下要塞バラデュークを支配する邪悪な生命体。今作では源氏に飼いならされ、その手駒としても登場する。
ブルーウォームはバラデュークを護衛する超巨大オクティだが、成長しきっておらず、敵ではなく地形として登場する。

#### 妖怪道中記
たろすけ
声 - 瀧本富士子
現世でのいたずらが過ぎたために、神様によって生きながらにして地獄に送られ、地獄から天界まで渡り歩くハメになった少年。
タキに「人間の身ながら天界と地獄を歩きとおした童」と言われている。
本作では、平景清の道案内役として嫌々ながらも彼とペアを組む。原作のスケベぶりは健在というより磨きがかかっており、セクシーな女性キャラクターを見ては「うっひょー」「たまんねー」と喜んでいる。
槍骸骨*
ガマガエル*
ともに原作に登場する敵キャラクター。
ガマ親分#
地獄の賭場の主。たろすけは賭場の得意客だった。
乙姫（おとひめ）#
竜宮城の姫。かつて地獄めぐりの際に訪れたたろすけをもてなした。景清の探している「三種の神器」の一つ「勾玉」を所持している。
閻魔大王（えんまだいおう）#
地獄にて罪人の裁きを行う大王。本作では魔界の統治者となっており、デミトリから「魔界の覇権を得るために倒すべき相手」と言われている。モリガンとも知り合いである。

#### ワルキューレの冒険 / 伝説
ワルキューレ
声 - 井上喜久子
女神イシター直属の「乙女の騎士」と呼ばれる神族の戦乙女。本作ではサンドラ族に不介入を言い渡し、単独で戦いへ赴く。
心優しい性格だが、同時に運命の剣や様々な魔法を巧みに操る優れた戦士でもある。今作では時たま天然ボケのような言動も見せている。
クリノ・サンドラ
声 - うえだゆうじ
かつてワルキューレと共に戦ったサンドラ族の英雄。本作では戦いに巻き込まれぬようにワルキューレから不介入を言い渡されていたが、英雄の肩書きを捨てて「反逆者」となり、戦士の誇りを持ってサビーヌと共に戦いへと赴く。
サビーヌ
声 - 川澄綾子
かつてワルキューレとクリノに救われたコアクマン族。本作では反逆者となってまで戦いに赴くクリノを手助けするべくペアを組む。
キャラクターそのものの厳密な初出はスーパーファミコン版『サンドラの大冒険 ワルキューレとの出逢い』で、この時に「ぼく」だった一人称は「オレ」になっている。
中性的な外見だが、原作ゲーム中では母親のアンディから「娘」、本作の本編中に平八から「小娘」と呼ばれている。
ゾウナ*
声 - 田中真弓
マーベルランドの人々の悪の心、負の感情が結集して生まれた魔王。かつて時の鍵を奪い、世界を壊そうとしたが、ワルキューレによって倒され、時の狭間に封印されていた。
カムーズ*
声 - 平田広明
かつて黄金の種を奪い、地上を飢えと苦しみに陥れた魔人。時の狭間に封じられていたが復活し、ワルキューレに復讐しようと目論む。
ブラックワルキューレ*
声 - 井上喜久子
「黒き堕天の騎士」と呼ばれる、死と破壊を司る女神。死者を蘇らせる力を持っている。ワルキューレに敗れて封印されていたが、時の狭間の開放により蘇った。
初出はPCエンジン版『ワルキューレの伝説』。
ズール#
声 - 望月健一
神出鬼没の商人。『ワルキューレの冒険』ではワルキューレの後を付けまわしてアイテムを盗むこそ泥として登場したが、本作では『ワルキューレの伝説』の設定に準拠して商人として登場する。
各種アイテムを販売するが、シルフィーのスポット参戦後は彼女がアイテムを販売し、彼女が味方に加わって以降は交互にアイテムを販売する。
ブラックサンドラ*
ゾウナによって悪霊に取り付かれたサンドラ族。
コアクマン（悪）*
ゾウナによって悪霊に取り付かれたコアクマン族。
カオックス*
シーザス*
ダダッタ*
ロボティアン*
いずれも原作での敵キャラクター。

#### ワンダーモモ
ワンダーモモ
声 - 川澄綾子
ナムコシアターで大人気のミュージカル『ワンダーモモ』の主役。本名「神田桃」。地球の平和を守るためロリコット星からやって来た正義の変身ヒロイン「ワンダーモモ」を演じていたが、洗脳されたアマゾーナの襲撃を受けた際にベラボーマンから超変身物質を授かり、本物の変身能力を得ることになる。ドルアーガ復活の生贄として狙われる自らの身を守り、アマゾーナを洗脳から救うため「ワンダーモモ」となって戦いに身を投じる。
アマゾーナ*
声 - 渡辺久美子
桃のライバル役。ドルアーガの魔力によって洗脳され、本当に敵として戦うことになる。アマゾーナはあくまで役の名前だが、作中では本名は設定されていない。
クラブフェンサー*
声 - 吉野貴宏
カニのような姿の悪役。本来はただの着ぐるみだが、中にはドルアーガの兵士が入っている。
キャノンポッター*
キャノン砲を背負った宇宙人のような悪役。クラブフェンサー同様着ぐるみだが、ドルアーガの兵士が中に入っている。

### カプコン側のキャラクター

#### ヴァンパイアシリーズ
デミトリ・マキシモフ
声 - 檜山修之
魔界の名門マキシモフ家の当主。強大な魔力と高いプライドを持つヴァンパイア。ゾンビ、骸骨、宇宙生物から機械まで、ありとあらゆる敵の血を吸ってはそれを「美味」と言ってのける。安駄婆に苗字を「ましきもふ」と間違えて覚えられている。
モリガン・アーンスランド
声 - 神宮司弥生
アーンスランド家当主のサキュバス。快楽主義者だが、本作では比較的常識人的に描かれており、傲岸不遜なデミトリのセリフに対して突っ込む場面もある。本作ではサキュバスらしい淫靡的なセリフは控えめだが、台詞や断末魔には過激なものも混じる。中盤からリリスとペアを組む。
フェリシア
声 - 荒木香恵
アメリカ・メトロシティにてミュージカルスターとして活動中のキャットウーマン。
渋谷が閉鎖都市指定を受けたことでワンダーモモ（神田桃）との合同公演が中止になってしまったため、最終公演舞台の挨拶に飛び入りすべくキングをお供にお忍びで来日し、渋谷へやって来たところ騒ぎに巻き込まれた。
レイレイ
声 - 根谷美智子
双子の姉と共に異形転身の術でチャイニーズゴースト（キョンシー）となった仙術師の少女。
本作では偶然スペンサーレイン号に乗り合わせていた鳳鈴とペアを組んでいる。
リリス
声 - 今井由香
個別の人格と肉体を得た、封印されしモリガンの魔力の一部。
最初は敵として登場するが、ソウルエッジによってモリガンとの繋がりが断ち切られ、別個の存在となってしまう。その後はモリガンとペアを組んで行動することになる。
ザベル・ザロック*
声 - うえだゆうじ
「メタルの神」と称されたギタリストが、帝王オゾムの魔力でゾンビ化した姿。本作では敵としての登場。
表向きはドルアーガの兵士として動いているが、裏ではドルアーガの魔力を手中に収めようと企んでいる。
キョンシーとゾンビの「動く死体」という共通点で、レイレイに対して、嫌われながらも一方的なラブコールを送っている。
フォボス*
古代マヤ人によって作られたキラーマシーン。本作ではザベルの手により、『ワルキューレの冒険』のえんえん砂漠のピラミッド内にあるロボティアン工場の機械を用いて量産され、ザベルの部下として登場。
キュービィ*
魔界のドーマ家の領地に生息する魔蟲族。蜂のような姿をしており、人間の魂を糧に生きている。

#### ガンサバイバー4 バイオハザード HEROES NEVER DIE
ブルース・マッギャヴァン
声 - 平田広明
アメリカ統合戦略軍のエージェント。Tウイルスを追ううちに事件に巻き込まれ、本作では同業のよしみでレジーナとペアを組んで行動している。
鳳鈴（フォンリン）
声 - 荒木香恵
中国安全部の工作員。本作では任務の途中でレイレイと出会い、動く死体という理由で監視を名目にそのままペアを組むことになる。同じ中国の出身である春麗と面識がある。

#### キャプテンコマンドー
キャプテンコマンドー
声 - 置鮎龍太郎
地球大学の教本にもその名が書かれる「影の秘密警察機構」コマンドーチームのリーダー。炎や電撃を発射できるガントレットを駆使して戦う。
翔（ショウ）
声 - 堀秀行
ニンジャコマンドーと呼ばれるコマンドーチームの一員で、武神流忍術の使い手。愛刀「雷光丸」と煙幕弾「スモーク・ボム」を武器に戦う。本作では、同じ流派である武神流の使い手、凱とペアを組んでいる。
フーバー
声 - 笹本優子
ベビーコマンドーと呼ばれるコマンドーチームの一員で、天才的な頭脳を持つ赤ん坊。自作のロボットアーマー「シルバーフィスト」に乗って戦い、ジェネティーとペアを組んでいる。ユニットの中で唯一、MA攻撃を3つ使用できる。
ジェネティー
マミーコマンドーと呼ばれるコマンドーチームの一員で、全身を包帯で包んだ異星人。言葉は話せないが、メンバーとの意思疎通はできる。敵を溶かす特殊な薬品を塗ったナイフが武器。フーバーとペアを組んでいる。
シュトゥルム*
声 - 吉野貴宏
シュトゥルムJr.*
声 - 望月健一
ドラック*
声 - 野中秀哲
かつてジェノサイドの部下であった犯罪超人。ボンベを背負っており、ボウガンで攻撃してくる獣人。3人とも色違いで同じ姿をしている。ジェノサイドを倒したコマンドーチームへの復讐に燃えている。
Z（ズィー）*
声 - 渡辺英雄
かつてジェノサイドの部下であった犯罪超人。遠距離からワイヤー付の爪で攻撃してくる。
キャロル*
声 - 木川絵里子
ブレンダ*
声 - 木川絵里子
かつてジェノサイドの部下であった犯罪超人。セクシーなラバースーツに身を包んだ女性で、手に持った音叉から電撃攻撃をしてくる。
ドッペル*
かつてジェノサイドの部下だった犯罪超人。変身能力を持つ。様々なキャラクターに変身するが、作中では本来の姿は登場しない。

#### ストライダー飛竜
飛竜（ひりゅう）
声 - 鳥海浩輔
忍者を前身とする諜報組織ストライダーズの最年少にして最強。冷静沈着な一匹狼で、同僚・飛燕の裏切りにより組織が壊滅した後もグランドマスター抹殺の使命を果たすべく単独行動をしていたが、目的が同じということでパーティ一行と手を組む。
敵対する者ならばかつて仲間であった飛燕でさえも容赦無く殺し、グランドマスターの「変革には多少の犠牲は付き物」という理想論を聞いた直後に「ならばお前が最初に死ねばいい」と一蹴する苛烈な性格の持ち主。
衣装デザインや性格設定などは『ストライダー飛竜2』に準じている。
グランドマスター*
声 - 水鳥鉄夫
老いた姿をしながらも自らを冥王と称し、空中戦艦バルログや第3の月（ザ・サードムーン）、新たな命を生み出す能力など絶大な力を持つ謎の男。
今作では原作の部下の他にシュトゥルムjr.、シュトゥルム、ドラック、ロックマン・ジュノを従え飛竜に襲い掛かる。
飛燕（ひえん）*
声 - 鳥海浩輔
『ストライダー飛竜2』で初登場した飛竜の元戦友。ストライダーズを壊滅に導いてグランドマスター側に寝返ったとされ、飛竜からは裏切り者と呼ばれている。裏切りに身をやつしつつかつての戦友で会った飛竜に未練を持っているらしく、無謀にもグランドマスターに盾突こうとする彼の身を案じて仲間に引き入れようと呼びかける。
彼の持つ「ジオメトリカルサイファー」は、2本のサイファーを組み合わせたもので、二本に分割して使用する、ブーメラン状に結合して投げるなど、状況に応じて様々な形態に変形できる。
東風（トンプー）*
声 - 山田美穂
グランドマスターの部下。プラズマの旋風を起こす暗殺拳の使い手。
南風（ナンプー）*
グランドマスターの部下。東風のクローン。
ソロ*
声 - 渡辺英雄
メカニックスーツを身に纏ったグランドマスターの部下。多彩な銃火器と素早い動き、飛行能力を生かした遠距離戦と空中戦が得意。「暗殺者ソロ」のあだ名を持つ。
ソロ・量産型*
メカニックスーツを身に纏ったグランドマスターの部下。

#### ストリートファイターシリーズ
リュウ
声 - 森川智之
さすらいの格闘家。ケンと共に日本へ船旅の最中、戦いに巻き込まれる。攻撃力の高さは全ユニット中トップクラス。戦闘中のカットインが計4種類と全ユニット中最も多い。スーパーファミコン版『ストリートファイターII』のCMソング、筋肉少女帯の『バトル野郎 〜100万人の兄貴〜』の歌詞を引用した台詞がある。
異次元の世界の環境や敵にも鍛錬や修行を見出しており、ケンからは呆れられていた。物語の中盤で「殺意の波動」に捉われて姿を晦ますが、再会後に仲間たちの尽力によって正気を取り戻す。
ケン・マスターズ
声 - 岩永哲哉
全米格闘選手権のチャンピオンにして、リュウと共に修行したライバル。同じアメリカ出身のハガーのことを、本来の役職である「市長」と呼んでいる。
春麗（チュンリー）
声 - 田中敦子
ICPOに属する刑事で、シャドルー特別捜査官。今作では中盤からキャミィとペアを組む。
キャミィ
声 - 河本明子
ベガ親衛隊のメンバーで、同僚で部下に当たるユーリ、ユーニを引き連れ、ベガの命令を遂行すべく暗躍する。
その後、度重なる応戦で傷ついた末に意識を失って倒れ一行らに介抱された後、失ってしまった記憶を取り戻すため仲間となる。春麗とペアを組んで戦う。
春日野さくら（かすがの さくら）
声 - 笹本優子
リュウに憧れてストリートファイトを始めた女子高生。同級生の神月かりんと共に『ワンダーモモ』の最終公演を見に来た際に事件に巻き込まれる。ゲーム中ではかりんとペアを組んで戦う。
神月かりん（かんづき かりん）
声 - 山田美穂
さくらをライバル視する財閥の令嬢。一般人にはまずわからないような情報に精通しており、クロスオーバー作品である本作における解説役も担う。また、本作においては『ワンダーモモ』のナムコシアターの建設に神月財閥が携わり、一大イベントであるバトルミュージカルの興行にも関わっているとされている。
ローズ
声 - 根谷美智子
サイコパワーの対極に位置する力、ソウルパワーを操るジェノバ出身の女性占い師。本作ではベガとの戦いの末に敗れて命を落としているため、物語開始前の時点で既に故人となっている。
その後、ブラックワルキューレの手で蘇らされ、魂を呪縛されて言われるがままに零児一行と敵対することとなるが、意識までは操られておらず、ワルキューレの尽力で呪縛から解き放たれたのを機にベガ封印の使命を完遂すべく一行に加わる。
殺意の波動に目覚めたリュウ*
声 - 森川智之
殺意の波動に抗いきれず、暴走してしまったリュウの姿。
豪鬼（ごうき）*
声 - 西村知道
殺意の波動を滾らせる格闘家。今作でも圧倒的な攻撃力、防御力、移動力を兼ね備えた、高い実力の持ち主。謎めいた言葉でリュウを翻弄しつつ導いていく。
全属性に対する耐性があるため、弱点が存在しない。
ベガ*
声 - 西村知道
犯罪組織「シャドルー」の首領。サイコパワーを操る。
ユーニ*
声 - 河本明子
ユーリ*
声 - 河本明子
ともにベガ親衛隊の一員。本作では最後まで敵のまま戦死する。

#### ディノクライシス
レジーナ
声 - 田中敦子
特殊機関のエージェントで、レジーナはコードネーム。本作ではブルースとペアを組む。
ヴェロキラプトル*
新エネルギー「サードエナジー」の暴走で次元を隔てる壁が破壊されたことにより現代へ迷い込んだ恐竜。
アロサウルス*
獰猛な大型肉食恐竜。異世界に迷い込んだ先でレジーナと遭遇し、敵と認識して追跡する。ブルースたちが調査していたウィルスによって異常な耐久力と高度な知能を有しており、ヴェロキラプトルの群れを統率するまでに至る。

#### ファイナルファイトシリーズ
凱（ガイ）
声 - 岩永哲哉
武神流忍術の第39代正当継承者。本作では『ストリートファイターZERO』シリーズでの衣装で登場し、同じ武神流の使い手としてコマンドーチームの翔とペアを組む。横文字が苦手であるがゆえの変な口調は本作でも健在。本作ではソウルエッジを言い間違えるなど、クロスオーバー作品ならではのものも披露する。
キャプテンソードおよびキャプテンストームの演出時にはコマンドーチームとともに攻撃に加わる。
マイク・ハガー
声 - 玄田哲章
メトロシティの市長。元プロレスラーで、CWAという団体にも所属していた。シャドルーの企みを探るためにスペンサーレイン号に乗り込んだところを次元転移に巻き込まれてしまい、えんえん砂漠に放り出されてさ迷っていたところで零児一行らと合流し、仲間になる。
本作では『スーパーマッスルボマー』のキャラクターであるヴィクター・オルテガが使っていた必殺技「マッスルボマー」も使用する。

#### 魔界村シリーズ
アーサー
声 - 立木文彦
かつて数多の戦いを切り抜け、魔界村からプリンセスを救出した王国最強の騎士。本作では「白銀の騎士」とも呼ばれている。槍やナイフなど投射武器の扱いに長け、さらに強力な魔法も使える。原作から引用されたパンツ一丁の姿も見せる。
超魔王ネビロス*
声 - 吉野貴宏
アスタロトを影で操る魔界村の参謀本部元帥。アスタロトをも超える魔力の持ち主。
大魔王アスタロト*
声 - 野中秀哲
かつて魔界村を支配していた魔王。頭と腹に2つの顔を持つ。
レッドアリーマー・ジョーカー*
声 - 櫻井孝宏
レッドアリーマーの頂点に立つ誇り高き戦士で、魔界村討伐隊「デモンズ・ブレイゾン」のリーダー。強大な魔力の持ち主で、レッドアリーマーを生み出す力がある。
初出はゲームボーイアドバンス版『超魔界村R』。
レッドアリーマー*
声 - 望月健一
魔界村を代表する赤い悪魔。高い身体能力を持つ。
レッドアリーマーエース*
声 - 望月健一
レッドアリーマーの上級種。アリーマー族の中では最も凶暴とされる。
レッドアリーマーキング*
声 - 望月健一
レッドアリーマーの上級種。鎧を身に付けている。
死神（しにがみ）*
魔界村に住むモンスター。

#### 燃えろ!ジャスティス学園
島津英雄（しまづ ひでお）
声 - 水鳥鉄夫
ジャスティス学園の国語教師にして島津流空手の達人。「機動教師」の異名を持つ。
水無月響子（みなづき きょうこ）
声 - 三石琴乃
ジャスティス学園の養護教諭。整体術に通じている。英雄とのペアで行動。

#### ロストワールド
名無しの超戦士1P（ななしのちょうせんしワンピー）
声 - 大塚明夫
名無しの超戦士2P（ななしのちょうせんしツーピー）
声 - 玄田哲章
天帝バイオスに滅ぼされ廃墟となった辺境惑星ダストワールドの人々の無念のオーラによって生まれた2人の戦士。名付ける人々が既にいなくなってしまっていたため、名前を持たない。
バイオスを追っていた際、次元転移に巻き込まれ零児一行と合流する。傍らに浮遊する補助兵器「サテライト」は、シューティングゲーム「サイドアーム」に登場する自機サイドアームα号機とサイドアームβ号機をSDキャラ化したキャラクター「モビちゃん」。互いに「相棒」と呼び合い、ペアを組んで戦う。
シルフィー
声 - 田中理恵
あらゆる戦場に出現する、神出鬼没の怪しい女武器商人。自ら経営する店の転移装置を使い、超戦士たちを追跡しながら店の商品や情報を売って戦いをサポートしている。
飄々としていて何事にも動じない性格の守銭奴で、何かに付けてはメンバーに商品の売込みを行うが、ほとんど相手にされていない。本作ではバラデューク奇襲作戦の影の功労者とされておりトビ・マスヨとは面識がある。またM.O.M.O.を気に入り密かに手に入れようと思っている。超戦士たちを追っていた際に戦闘中の零児たちと偶然遭遇したのが縁で、その後も助っ人として何度かスポット参戦し、物語中盤で正式に仲間に加わる。技のほとんどがカプコンの作品のパロディであり、中でも必殺技「フラッシュコンボ」（元ネタは『ポケットファイター』）では、短時間のうちに様々なパロディを連発する。また彼女のショップで売っている装備品「シルフィーの服」を購入すると、原作から引用した専用の台詞を喋る。
ダストドラゴン#
朽ちかけた巨大なドラゴン。原作ではボスキャラクターとして戦闘するが、本作では地形の一部として扱われる。

#### ロックマンDASHシリーズ
ロック・ヴォルナット
声 - 田中真弓
宝を求めて遺跡を掘り返すディグアウター。ホリ・タイゾウと行動を共にしていた最中に事件に巻き込まれる。本作での事件は『DASH』と『2』の間の出来事ということになっているため、出生に関して謎が多く、本作でも言及されている。腕に取り付けた武器で戦う。
ロール・キャスケット
声 - よこざわけい子
メカニックの天才でロックをサポートするディグアウター。幼い頃から一緒に育ってきたロックとペアを組む。
トロン・ボーン
声 - 飯塚雅弓
空賊「ボーン一家」の一員でメカニックの天才。
U.G.S.Fの追跡を受けて逃走中、辺境宙域の古代遺跡の地下で発生した次元転移に巻き込まれ、自分たちを追っていたひろみ・マスヨのペアもろとも魍魎界に飛ばされてしまう。異常事態ということで追跡を中断したマスヨたちと行動中に零児一行と遭遇し、そのまま行動を共にすることになる。
本作ではロールとは犬猿の仲という設定は受け繋がれているが、ロックに恋をしている描写がない。メカニックとして、コマンドーチームのフーバーに憧れている。自作のロボット「グスタフ」に搭乗して戦う。本作のグスタフは『MARVEL VS. CAPCOM 2 NEW AGE OF HEROES』仕様になっており、戦闘中ではその作品でのハイパーコンボ（超必殺技）も使う。
コブン
声 - 横山智佐
トロンが作ったメカで、彼女に忠実。全部で40体いる。おっちょこちょいだが、雑用、戦闘、乗り物の操縦まで幅広い活躍をする。トロンとペアを組む。
ペアユニットの名称は基本的に「○○&××」という形式になっているが、トロンとコブンのユニット名のみ、スピンオフ作品のタイトルにちなんで「トロンにコブン」となっている。
非常に人間臭く、わや姫と同じくシオンを驚かせた。
ロックマン・ジュノ*
声 - 石田彰
「エデン」に所属するロボット。かつてロックに倒されたが、グランドマスターの手により蘇る。登場当初は記憶を失っていたが、戦いの中で徐々に思い出していく。
リーバード（ホロッコ、レッドホロッコ、ゴルベッシュ、ファイアゴルベッシュ）*
遺跡内部などに生息する機械生命体。
ガイニートーレン#
列車のような姿の大型リーバード。本作では戦闘せず、地形の一部として扱われる。

## MA攻撃一覧
No.01 銃の型
必要ユニット：有栖零児&小牟
零児と小牟が敵陣に突っ込み、銃を乱射する。
零児と小牟がゲスト出演する『無限のフロンティア スーパーロボット大戦OGサーガ』や『無限のフロンティアEXCEED スーパーロボット大戦OGサーガ』ではこれの派生技が登場する。前者では「二丁・銃の型・極」、後者では「二丁・銃の型・巴」という名称で、特に後者では本作では敵である沙夜も攻撃に参加するようになっている。
NO.02 DUO・BUSTER
必要ユニット：シオン&M.O.M.O.+KOS-MOS
シオンに与えられたエネルギーをKOS-MOSが吸収し、複数の敵に強化版X・BUSTERを放つ。
NO.03 キャプテンストーム
必要ユニット：キャプテンコマンドー+フーバー&ジェネティー+凱&翔
コマンドーチームと凱が、強力な連続攻撃を敵に叩き込む。
NO.04 キャプテンソード
必要ユニット：キャプテンコマンドー+フーバー&ジェネティー+凱&翔
コマンドーチームと凱が、エネルギーを集束した巨大なビームソードで敵を叩き斬る。
なおキャプテンストーム・キャプテンソードとも、元々はVS.シリーズ（『MARVEL VS. CAPCOM CLASH OF SUPER HEROES』と『MARVEL VS. CAPCOM 2 NEW AGE OF HEROES』）でのキャプテンコマンドーのハイパーコンボ（超必殺技）で、原作ではコマンドーチームのみで行う。
NO.05 双龍拳
必要ユニット：リュウ+ケン・マスターズ
リュウとケンが敵を挟み込んで連続攻撃を繰り出し、フィニッシュにダブル昇龍拳を決める。
NO.06 正義と勇気の3プラトン
必要ユニット：リュウ+ケン・マスターズ+島津英雄&水無月響子
リュウが真・昇龍拳、英雄が島津流真実直拳を同時に繰り出し、最後にケンが神龍拳でフィニッシュ。名前は『燃えろ!ジャスティス学園』における3人で行う協力攻撃より。
NO.07 一斉射撃
必要ユニット：レイレイ&鳳鈴+ブルース&レジーナ
ブルース、鳳鈴、レジーナの3人がレイレイの調達する銃器で敵に向かって一斉射撃を仕掛ける。
NO.08 デッドヒート・スロットル
必要ユニット：トビ・マスヨ&天現寺ひろみ+クロノア&ガンツ
ひろみとガンツが互いのバイクで激しくデッドヒートを繰り返ながら敵陣に突っ込んで前方へ弾き飛ばした後、全弾発射を食らわせる荒技。
NO.09 ダブルローリングパンチ
必要ユニット：フーバー&ジェネティ+トロンにコブン
フーバーとトロンのロボットで敵を挟み込み、双方から強烈なローリングパンチを放ってダメージを与える。
NO.10 プリーズヘルプミー
必要ユニット：キング&フェリシア+アーマーキング
フェリシアの悲鳴を聞きつけたキングとアーマーキングが、敵に対して怒りのツープラトンを食らわせる。
元々はヴァンパイアシリーズでのフェリシアのEX必殺技（超必殺技）で、原作では数人のキャットウーマンが相手に飛び掛って攻撃する。
NO.11 Wシャイニングウィザード
必要ユニット：キング&フェリシア
キングとフェリシアが連続攻撃を繰り出した後、シャイニングウィザードでフィニッシュを決める。
NO.12 パチキ合戦
必要ユニット：風間仁+三島平八
仁と平八が敵の左右から連続パチキ（頭突き）を決め、風神拳でとどめを刺す。
NO.13 絶・対・合・体
必要ユニット：名無しの超戦士1P&2P+シルフィー
超戦士1P&2Pとシルフィー、そしてモビちゃんのロストワールドチームが一斉射撃で敵に攻撃する。
NO.14 風船抜き
必要ユニット：ホリ・タイゾウ
タイゾウが得意のポンプを使い、左右の敵を交互に膨らませ、岩石落としでフィニッシュを決める。
NO.15 開脚ダブルキック
必要ユニット：ベラボーマン&ワンダーモモ
ワンダーモモの開脚キックを決めた後、ベラボーマンとワンダーモモが連続攻撃を繰り出す。
NO.16 真空波動拳&神月流皇王拳
必要ユニット：春日野さくら&神月かりん
さくらによる真空波動拳と、かりんの神月流皇王拳で敵を攻撃する。
NO.17 太刀魔割（たちまわり）
必要ユニット：御剣平四郎+平景清&たろすけ
御剣、景清の斬撃と、たろすけの気弾による援護射撃を敵に食らわす。
NO.18 女神降臨
必要ユニット：ワルキューレ+クリノ・サンドラ&サビーヌ
ワルキューレとクリノ、サビーヌによるコンビの連続攻撃から飛翔突きでフィニッシュを決める。
NO.19 ダブルヒートボディ
必要ユニット：ギルガメス&カイ+アーサー
カイの魔法、ヒートボディによって鎧を灼熱状態にした「黄金の騎士」ギルガメスと「白銀の騎士」アーサーが、猛攻撃を仕掛ける（そして最後にアーサーの鎧に灼熱状態が残り、黒焦げでパンツ一枚になるという演出がある）。
NO.20 ミッドナイトフェスティバル
必要ユニット：デミトリ=マキシモフ+モリガン=アーンスランド（モリガン&リリス）
デミトリによる吸血、モリガンによる精気吸収を敵に決め、デモンクレイドルとシャドウブレイドでとどめを刺す。
NO.21 ソーディアンマスター
必要ユニット：スタン&ルーティ+ジューダス
スタン、ルーティ、ジューダスの3人が剣技による華麗な連続攻撃を決める。
NO.22 夢想抜刀
必要ユニット：タキ&わや姫
タキとわや姫が敵に連続で斬りかかり、笹火雷鳴でフィニッシュを決める。
NO.23 ダブルラリアット
必要ユニット：マイク・ハガー
ハガーが得意の肉弾戦から敵の間に踏み込み、ダブルラリアットで左右2体の敵にダメージを与える。

## ステージ
ステージのタイトルには、現在の状況や出来事、出演キャラクターのゲームのタイトル、台詞や曲名などが使われている。ステージ数はプロローグ5ステージ・本編45ステージの全50ステージ構成になっている。

## 主題歌
いずれも作曲は古代祐三、歌はflairが担当している。
オープニングテーマ「すばらしき新世界」
『無限のフロンティア スーパーロボット大戦OGサーガ』にて「音楽CD」として小牟用のアクセサリになっている。また、続編の『無限のフロンティアEXCEED スーパーロボット大戦OGサーガ』や『PROJECT X ZONE』において、BGMとして採用された。
エンディングテーマ「いつかきっと、月光（つき）の下で」
『PROJECT X ZONE』において、小牟が複数技を行う際のBGMとして使用されている。

## スタッフ
- ディレクター - 森住惣一郎（モノリスソフト 元バンプレストSRプロデュースチーム所属）
- プロデューサー - 石谷浩二（モノリスソフト 元バンプレスト）
- キャラクターイラストレーション - 川野琢嗣（ナムコ）
- 主人公キャラクターデザイン、戦闘原画（主人公側と敵キャラクターの一部）、カットイン、MAPキャラクター - 斉藤和衛[8]
- 会話グラフィック - 春山和則[9]
- オープニングアニメーション監督 - 今石洋之
- オープニングアニメーション製作 - Production I.G
- オープニング、エンディング作曲 - 古代祐三

## 関連商品

### 書籍
- ナムコ クロス カプコン オフィシャルナビゲーションガイド&イラストブック ISBN 9784906582754
  - 2005年6月8日発売、株式会社カプコン。
- ナムコ クロス カプコン オフィシャルガイドブック ISBN 9784757723672
  - 2005年7月4日発売、株式会社エンターブレイン。
- ナムコ クロス カプコン コミックアンソロジー ISBN 9784758002714
  - 2005年8月25日発売、株式会社一迅社。
- この他、2009年に発売されたイラスト集『ストリートファイター アートワークス 覇』および2012年発売の『ストリートファイター アートワークス 極』において、本作に使われた開発スタッフと川野琢嗣によるストリートファイターキャラクターのイラストが収録されている。

### CD
- NAMCO x CAPCOM ORIGINAL SOUND TRACK（セルピュータ）
  - 2005年8月31日発売、CPCA-10118、CD2枚組。

### フィギュア
- 株式会社バンダイガシャポン ナムコ×カプコン
  - 2006年1月下旬発売。「KOS-MOS」「ワルキューレ+クリノ・サンドラ&サビーヌ」「カイ+ギルガメス」「モリガン+フォボス」「リリス+ザベル・ザロック」「春麗+リュウ」の6種。
- 株式会社ユージン SRナムコ×カプコン
  - 2006年4月発売。「KOS-MOS」「ワルキューレ」「小牟」「レジーナ」「トロン・ボーン」「ロール・キャスケット」の6種+「KOS-MOS（武器違い）」「レジーナ（武器違い）」「トロン・ボーン（コブンつき）」「ロール・キャスケット（コブンつき）」のシークレット4種。